# Roger Barde
Pour les articles homonymes, voir Barde.
Roger Barde (né le 23 août 1921 à Marseille et mort le 17 janvier 2007 à Valréas) est un ancien arbitre français de football des années 1960, affilié à Lyon qui officia de 1961 à 1968.

## Carrière
Il a officié dans des compétitions majeures : 
- Coupe de France de football 1967-1968 (finale)[3].
- Challenge des champions 1967[4].